# Walker Scobell
Walker Scobell (Virginia Beach, 5 de enero de 2009) es un actor estadounidense. Es conocido por su papel como Percy Jackson en la serie de fantasía de Disney+ Percy Jackson and the Olympians.

## Vida y carrera
Scobell nació el 5 de enero de 2009 en Virginia Beach, Virginia. Tiene una hermana mayor y un hermano menor. Durante su educación secundaria, actuó en la producción escolar de Mary Poppins . En agosto de 2020, Scobell audicionó para interpretar la versión más joven del personaje de Ryan Reynolds en la película de Netflix The Adam Project. Scobell recibió elogios por su actuación, y su química con Reynolds.
En 2022, Scobell audicionó para el papel de Percy Jackson en la serie de Disney+ Percy Jackson and the Olympians, siendo confirmada su participación en abril de ese mismo año. Scobell también participó como protagonista en la película El cuartel secreto.

## Premios y nominaciones
| Año  | Premio                | Categoría                    | Nominación por                  | Resultado | Ref    |
| ---- | --------------------- | ---------------------------- | ------------------------------- | --------- | ------ |
| 2022 | MTV Movie & TV Awards | Mejor dúo en pantalla        | The Adam Project                | Nominado  | [ 15 ] |
| 2024 | Kids' Choice Awards   | Actor de televisión favorito | Percy Jackson and the Olympians | Ganador   | [ 16 ] |